# محمد البريني
محمد البريني (زاكورة سنة 1943) هو مؤسس جريدة الأحداث المغربية أول صحيفة يومية مغربية مستقلة في تاريخ المغرب.
أسس البريني جريدة الأحداث المغربية في أكتوبر من سنة 1998، بعد أن طرده عبد الرحمن اليوسفي من إدارة نشر جريدة الاتحاد الاشتراكي.
وفي فبراير 2014 غادر محمد البريني الأحداث المغربية للتقاعد والتفرغ للتأليف، حيث خلفه المختار الغزيوي المراسل السابق للجريدة من مكناس، ورئيس تحريرها المكلف بالثقافة والفن.
وشح الملك محمد السادس في يوليوز 2014 محمد البريني بوسام المكافأة الوطنية خلال حفل عيد العرش.